# Mongoose-V
Mongoose-V es un microprocesador de 32 bits para los ordenadores que van a bordo de las naves espaciales controlando sus aplicaciones informáticas, basado en el procesador MIPS R3000 y altamente resistente a la radiación, opera a 10-15 MHz. Fue desarrollado por la empresa Synova, Inc., de Melbourne, (Florida, Estados Unidos), con el apoyo del Centro de vuelo espacial Goddard de la NASA.
Este tipo de procesador realizó su primer vuelo en el satélite  Earth Observing-1 (EO-1), lanzado por la NASA en noviembre del año 2000 siendo el que controlaba todas las órdenes de vuelo. Un segundo procesador idéntico controlaba los datos que se registraban desde el satélite.
Relación de naves espaciales que tenían entre sus componentes el procesador Mongoose-V:
- El satélite de observación Earth Observing-1 (EO-1)
- La sonda espacial Wilkinson Microwave Anisotropy Probe (WMAP)
- La sonda espacial Space Technology 5 y su serie de microsatélites
- La sonda espacial CONTOUR
- El satélite artificial TIMED
- La sonda espacial New Horizons con destino inicial a Plutón